# Svartvingad skogstörnskata
Svartvingad skogstörnskata (Hemipus hirundinaceus) är fågel i familjen vangor inom ordningen tättingar.. 

## Utseende och läte
Svartvingad skogstörnskata är en rätt liten (14–15 cm) skogslevande svartvit fågel. Ovansidan är glansigt svart hos hanen, brunsvart hos honan. Hos båda könen är undersidan vit med viss grå anstrykning på bröstet. Sången är sträv och upprepat rullande "bee-jee-jee-jee, bee-jee-jee-jee”.

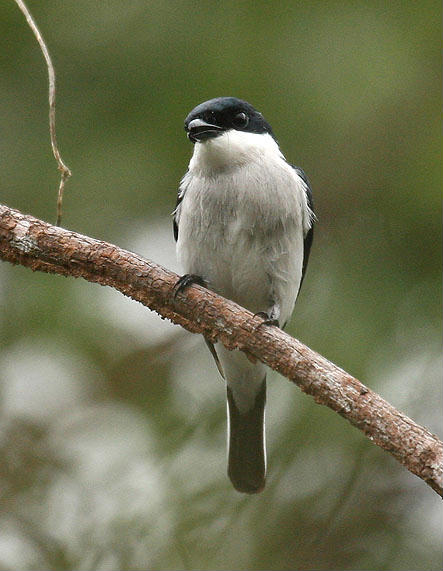

## Utbredning och systematik
Fågeln förekommer på Malackahalvön och Sumatra med de kringliggande öarna Simeulue, Nias, Riau, Lingga, Bangka och Belitung, vidare på Borneo, inklusive Banggi, och på Java och Bali. Den behandlas som monotypisk, det vill säga att den inte delas in i några underarter.

### Familjetillhörighet
Släktet har länge flyttats runt mellan olika familjer. Fram tills nyligen placerades arterna i familjen skogstörnskator (Tephrodornithidae) tillsammans med filentomorna och släktet Tephrodornis. Studier visar dock att denna grupp är nära släkt med vangorna och flyttas nu allmänt dit.

## Levnadssätt
Svartvingad skogstörnskata ses födosöka i övre och mellersta skikten av skogar i låglänta områden och lägre bergstrakter. Den gör ofta utfall från sittplats mot flygande insekter och rör sig i kringvandrande artblandade flockar. 

### Häckning
Arten häckar april–juni på Malackahalvön, januari–april samt augusti–november på Sumatra samt augusti–september på Borneo. Det skålformade boet av lavar, barkbitar, växtfibrer och spindelväv bygger hanen och honan tillsammans. Det placeras sju till 40 meter ovan markpå en vågrät gren. Däri lägger den två ägg. Föräldrarna hjälps också åt med att ta hand om ungarna.

## Status och hot
Arten har ett stort utbredningsområde, men tros minska i antal, dock inte tillräckligt kraftigt för att den ska betraktas som hotad. Internationella naturvårdsunionen IUCN listar därför arten som livskraftig (LC).